# Gerdau Usiba
A Gerdau Usiba (antiga Usina Siderúrgica da Bahia - Usiba) é uma usina siderúrgica pertencente ao Grupo Gerdau e foi inaugurada em 1973. Está localizada no Centro Industrial de Aratu (CIA), em Simões Filho, na Região Metropolitana de Salvador, na Bahia.
A usina possui um terminal portuário privativo, o Terminal Marítimo Gerdau Usiba. Esse terminal está ligado historicamente à construção do Porto de Aratu, uma vez que a então Usiba recebeu autorização do Governo Federal, em 17 de dezembro de 1968, para construí-lo na Ponta da Sapoca, na Baía de Todos-os-Santos, estimulando a construção do Porto para atender o CIA por parte do Governo do Estado da Bahia, na enseada de Caboto, no município vizinho de Candeias.